# 中东广播中心
中东广播中心（Middle East Broadcasting Center，MBC），又称MBC集团，是阿拉伯世界最早成立的免费广播电视台之一，

## 历史
于1991年在英国伦敦成立，后于2002年迁至迪拜，再于2022年迁至利雅得，该集团通过多个频道传播资讯、娱乐等。该公司现有10个电视频道：MBC1（综合娱乐）、MBC2和MBC MAX（ 24小时电影）、MBC3（儿童娱乐）、MBC4（阿拉伯妇女娱乐）、MBC Action （动作影视剧）、MBC Persia（24小时电影频道）、Al Arabiya（24小时阿拉伯语新闻频道）、Wanasah（24小时阿拉伯语音乐频道）、MBC Drama。该集团还拥有两个广播频率：MBC FM、Panorama FM。

## 现有频道

### MBC FM
MBC FM是一个阿拉伯语广播频率，播出综合性娱乐节目。